# NCT의 night night!
《NCT의 night night!》는 매일 밤 11시부터 12시까지 SBS 파워FM을 통해 방송된 대중음악 전문 라디오 프로그램으로 장예원의 오늘 같은 밤의 후속작으로 신설된 프로그램이므로, 프로그램 제작국(키국)인 SBS를 비롯한 9개 지역 민방 네트워크를 통해서 전국적으로 일제히 송출하였다. 2019년 1월 27일 자로 2년만에 폐지되었다.
진행자는 NCT의 멤버 재현과 쟈니이다.

## DJ
- 재현, 쟈니 : 2017년 3월 20일 ~ 2019년 1월 27일

## 코너

### 요일 코너
- 월요일 :
- 화요일 : 우리 통했나잇나잇!
- 수요일 : 아이돌 초대석 <다물다궁>
- 목요일 : 재쟈의 방
- 금요일 : 장난 밤, 진담 밤
- 토요일 : DO! 다이제스트
- 일요일 : to NCT from NCT

## 같이 보기
- NCT
- 대중음악